# 岡田光央
岡田 光央（おかだ こうおう、男性、1947年10月23日 - 、旧名 晃弥（こうや））は、日本・東京都出身の宗教家、崇教真光三代教え主（指導者）、日本宗教連盟（日宗連）理事である。
新宗連第8代理事長。在京都カザフスタン名誉総領事、日本会議代表委員を歴任。筆名八坂 東明（やさか とうめい）。

## 人物・来歴
東京都渋谷区代々木出身。1964年7月、16歳で当時の真光教団（初代教団）に入信し、國學院大學文学部（神道考古学専攻）を卒業後に教団訓練部一期生となる。『八坂東明』の筆名で脚本家小山高男の協力のもと、崇教真光や岡田光玉を紹介した書籍を執筆するなど教団の活動を支えた。その後1993年に結婚した際に岡田姓を名乗るようになる。
2002年11月に教え主代理に就任。
2003年、在京都カザフスタン名誉総領事に任命。同名誉領事館は崇教真光の京都大修験道場（京都府京都市北区上賀茂西河原町）に置かれていた。
2009年11月1日に三代教え主に就任し、光央という名が決まり、聖眞という神名を発表。ただし、宗教法人（日本）の代表役員には別の人物を置いている（トロイカ体制）。日本会議の代表委員の一員でもあったが、現在は部下の一人である崇教真光「管理局長」に代表委員を任せている。
2018年6月27日に公益財団法人新日本宗教団体連合会（新宗連）の理事長に選任される。
2018年9月22日、イタリアアッシジ市より名誉市民権を与えられる。
2019年6月27日、公益財団法人日本宗教連盟（日宗連）の理事長に就任する。

## 書家として
1990年に当時のローマ教皇･ヨハネ・パウロ二世と接見し、手島右卿の書を献上する。

## 著作
- 手島 泰六名義
  - 『右卿外伝』ISBN 4-87503-356-7
  - 『右卿復活』ISBN 4-87503-252-8
  - 『右卿伝説』
  - 『右卿幻夢』ISBN 4-931445-09-8
- 八坂 東明名義
  - 『最後の天の岩戸開き―岡田光玉師の大予告』ISBN 4-576-97069-0
  - 『天意の大転換―岡田光玉師の大予告<2>』ISBN 4-576-99103-5
  - 『霊主文明の暁―岡田光玉師の大予告<3>』ISBN 4-576-00751-3
- 岡田 晃弥名義
  - 『神の大経綸 二十一聖紀霊文明のヴィジョン』（L・H陽光出版）ISBN 978-4-903855-05-9